# Vadstena
Vadstena – miasto w środkowej części Szwecji, w regionie Östergötland, ośrodek administracyjny gminy Vadstena. Położone na wschodnim brzegu jeziora Wetter Około 5 612
mieszkańców (2005).
W miejscowym kościele klasztornym znajdują się groby dwóch królowych Szwecji: Filipy, żony Eryka Pomorskiego i Katarzyny, żony Karola VIII.